# Plejtvák Brydeův (komplex druhů)

Srovnání velikosti z člověkem

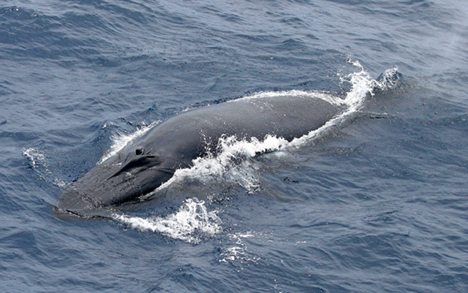
Plejtvák Brydeův na hladině

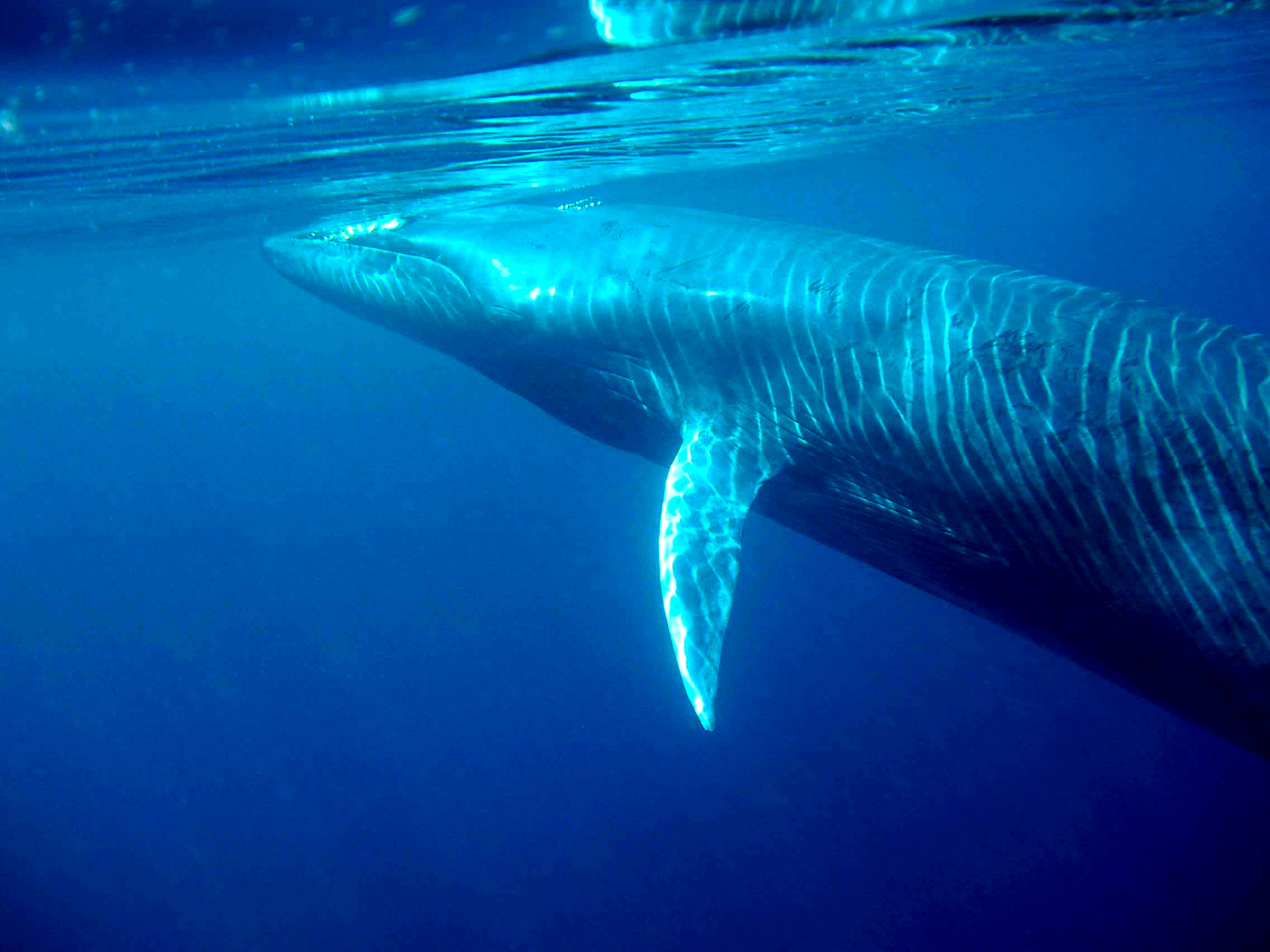
Plejtvák Brydeův při vynořování

Plejtvák Brydeův je druhový komplex čtyř druhů středně velkých kytovců z čeledi plejtvákovití. Průměrní jedinci dosahují délky okolo 11 metrů a váhy zhruba 15 tun. Živí se malými rybami a krilem. Areál rozšíření se rozkládá především v tropických a subtropických oceánech a mořích. Jedná se o poměrně málo prozkoumané kytovce.
Tradičně byli plejtváci Brydeovi řazeni do jediného druhu, v rámci kterého bylo možno rozlišit dvě prokazatelně rozdílné formy. Menší plejtváci z Indopacifiku bývají v současné době označováni jako samostatný druh plejtvák Edenův (Balaenoptera edeni, Anderson, 1879), kosmopolitně rozšíření plejtváci většího vzrůstu jsou klasifikováni jako svébytný druh plejtvák Brydeův (Balaenoptera brydei, Olsen, 1913). Roku 2003 byla navíc trpasličí forma plejtváka Brydeova z Tichého oceánu popsána jako třetí druh plejtvák Omurův (Balaenoptera omurai, Wada et al. 2003) a v roce 2021 došlo v rámci tohoto druhového komplexu k popisu čtvrtého druhu nazvaného plejtvák Riceův (Balaenoptera ricei Rosel et al., 2021), který se vyskytuje v Mexickém zálivu v počtu jen 33–100 jedinců.

## Taxonomie
Plejtvák Brydeův patří do čeledi plejtvákovitých. Jeho platný vědecký název byl z roku 1879 a zní Balaenoptera edeni. Roku 1913 byl pojmenován znovu a to po norském velrybáři Johanu Brydeovi jako Balaenoptera brydei, toto jméno bylo však neplatné jako mladší synonymum, přesto dalo vzniknout českému označení plejtvák Brydeův. V 90. let 20. století někteří vědci přišli s teorií, že plejtvák Brydeův je ve skutečnosti tvořen dvěma druhy, kterým se dle Pravidel zoologické nomenklatury dostalo označení Balaenoptera brydei a Balaenoptera edeni, staré jméno B. brydei se tak stalo platným názvem jednoho z nově popsaných druhů. Navíc v roce 2003 popsali japonští cetologové další druh, jež nazvali Balaenoptera omurai. Do té doby ho vědci považovali pouze za trpasličí formu plejtváka Brydeova. Roku 2021 pak přišel popis čtvrtého druhu, plejtváka Riceova (Balaenoptera ricei). Část vědeckého světa však dosud toto dělení do čtyř druhů nepřijímá, v tom případě by jména B. ricei, B. omurai a B. brydei byla pouze neplatnými synonymy k původnímu B. edeni.
Čtveřice druhů nese v češtině označení plejtvák Edenův, Brydeův, Omurův a Riceův, jsou-li považováni za druh jeden používá se jméno plejtvák Brydeův, ač platné vědecké označení zní B. edeni, alternativní české názvy jediného druhu jsou velryba tropická, plejtvák Edenův či plejtvák tropický.

## Popis
Tento středně velký druh plejtváka dosahuje obvykle délky 9–13 metrů, přičemž zvláště velcí jedinci dorůstají až 15,5 metru. Hmotnost dospělých kusů se pohybuje mezi 12 až 25 tunami. Rekordní ověřené údaje o velikosti činí 30 tun hmotnosti a 15,5 metru délky. Svým vzhledem se podobá plejtváku sejvalovi, akorát je menší a poněkud tmavší. Jedinečným rozpoznávacím znakem jsou tři podélné kýly na hlavě – všichni další plejtváci mají jen jeden kýl. Zbarvení osciluje od šedé až po modro-šedo-černou. Kůže může být poseta světlými okrouhlými jizvami.
V horní čelisti se nachází 250–365 párů kostic (z toho asi 100 zakrslých) dlouhých 40–55 cm.
Pohlavní zralosti dosahují plejtváci ve věku 8–13 let. Samice mohou zabřeznout každé dva roky, přičemž březost trvá 11–12 měsíců. Mládě měří při narození asi 3,5 metru, váží do 1 tuny a jeho kojení trvá 6–12 měsíců.

## Potrava
Druhy z okruhu plejtváka Brydeova se živí celý rok zooplanktonem, krilem, oceánskými kraby, garnáty a hejna tvořícími malými rybami jako jsou ančovičky, herinci, sardinky a makrely. Používají rozličné metody lovu – sbírání, hltání a rovněž tzv. bublinovou síť. V tom se podobají keporkakovi. Jsou to aktivní lovci, kteří sledují ostatní hodující predátory (ptáky, ryby, lachtany, delfíny) a následně se zapojují do společného lovu ryb.

## Chování
Existuje poměrně málo poznatků o těchto kytovcích. Ponory trvají obvykle 2–15 minut, maximálně pak 20 minut, přičemž dosahují hloubky až 300 metrů. Rychlost plavby je obvykle jen 2–7 km/h, ale když je potřeba, plavou až 25 km/h. Jsou tedy podstatně pomalejší plavci než plejtvák sejval. Jejich chování je na rozdíl od ostatních velryb těžko předvídatelné – často mění rychlost a směr plavby a délku ponoru. Občas vyskakují z vody téměř kolmo k hladině. Někdy se přibližují k plavidlům, krouží kolem nich a zvědavě si je prohlíží. Žijí v malých skupinách v počtu několika kusů, v oblastech koncentrace potravy může být až 30 kusů pohromadě.

## Populace a rozšíření
Populace všech druhů z okruhu plejtváka Brydeova se odhaduje na 90 000–100 000 jedinců. Populační trend není znám. Vše komplikuje i skutečnost, že tento plejtvák bývá občas zaměňován za své příbuzné – plejtváka sejvala a plejtváka malého.
Druhy z komplexu se obvykle vyskytují mezi 30° severní a jižní šířky, řidčeji i do 40° obou šířek a do vyšších šířek se dostává pouze s teplými proudy. Prakticky vždy žije ve vodách teplejších než 16,3 °C. Rozšíření není souvislé. Nejvíce jedinců žije v Tichém oceánu, naproti tomu populace v Atlantiku je relativně malá.

## Ohrožení
Rybaření nepředstavuje vážnou hrozbu pro tento druh, k náhodnému chycení do sítě dochází spíše výjimečně. Až do 70. let 20. století, kdy došlo k výraznému snížení populace velkých plejtváků, se o něj příliš nezajímali ani velrybáři. Japonci pokračují v omezeném lovu přesto, že je druh chráněn. Občas je poraněn či zabit po srážce s lodí. Potenciální predace ze strany kosatek nebo velkých druhů žraloků není známa, což nevylučuje, že k ní dochází.